# Le Jeune Werther
Le Jeune Werther è un film del 1993 diretto da Jacques Doillon.